# Diócesis de Maraghe
La diócesis de Maraghe (en latín: Dioecesis Maraghensis) fue una circunscripción eclesiástica de la Iglesia católica en el Ilkanato, actual Irán. Se trataba de una diócesis latina, sufragánea de la arquidiócesis de Soltaniyeh. Fue suprimida en el siglo XIV.

## Territorio y organización
La diócesis extendía su jurisdicción sobre los fieles católicos de rito latino residentes en parte del Ilkanato.
La sede de la diócesis se encontraba en la ciudad de Maraghe, en la actual provincia de Azerbaiyán Oriental.

## Historia
Desde la primera mitad del siglo XIII la Santa Sede, gracias a la mediación de franciscanos y dominicos, después de largos siglos recuperó el contacto con el Oriente cristiano. En 1265 se fundó un convento de dominicos en Cilicia (Anatolia). Anteriormente, el papa Gregorio IX (1227-1241) había enviado a ocho padres dominicos a Georgia, seguidos de intercambios de cortesía entre el papado y los gobernantes georgianos.
Las misiones latinas en estas tierras fueron favorecidas por los kanes mongoles, que dominaron todo el Medio Oriente desde Anatolia hasta Persia (Ilkanato), y por su tradicional tolerancia hacia la religión cristiana.
En este contexto, mediante la bula Redemptor noster de 1 de abril de 1318, el papa Juan XXII erigió la arquidiócesis de Soltaniyeh (correspondiente a la ciudad de Soltaniyeh en el norte del actual Irán) la capital de Ilkanato. Con esta bula, el papa creó una segunda provincia eclesiástica en el vasto Imperio mongol, después de la de Janbalic (la "ciudad del kan", la futura Pekín, erigida en 1307), de la que hasta ese momento dependían todas las diócesis latinas erigidas en esos años en Asia. El dominico Francesco da Perugia fue designado como primer arzobispo, a quien el papa flanqueó con seis obispos sufragáneos, todos dominicos. Entre ellos se encontraba el dominico Bartolomeo, obispo de Maraghe, a quien sucedió su hermano Guglielmo. Estos son los dos únicos obispos conocidos de esta sede, que desapareció tras las incursiones y la destrucción de Tamerlán a finales del siglo XIV.
En Maraghe los dominicos ya habían abierto su convento a finales del siglo XIII, en conjunción con la presencia de la residencia del catolicós de la Iglesia del Oriente Yab-Alaha III y el kan del Ilkanato. El obispo Bartolomeo da Bologna y sus hermanos misioneros llevaron a cabo un buen número de conversiones, quizás especialmente entre los nestorianos, después de que su patriarca se hubiera mudado a Bagdad (después de 1317). Giordano di Séverac, que pudo visitar estas misiones en 1328, afirma que la comunidad católica estaba formada por unos mil fieles.
El obispo Bartolomeo da Bologna fue responsable de la fundación de la rama armenia de los dominicos, denominada Hermanos Unidos (en francés: Frères Unis ou Uniteurs), que sobrevivió en su tierra hasta mediados del siglo XVIII.
A partir de 1475 se le asignó el título Maraghen(sis), que Eubel identifica con Margariten(sis). Hay 24 obispos titulares atribuidos a esta doble sede.

## Episcopologio
- Bartolomeo da Bologna, O.P. † (1 de agosto de 1318-? falleció)
- Guglielmo, O.P. † (7 de abril de 1374-20 de junio de 1384 nombrado nuncio apostólico en Inglaterra)